# 普瓦奥尔 (德龙省)
普瓦奥尔（法語：Poyols）是法国德龙省的一个市镇，属于迪耶区（Die）迪瓦地区吕克县（Luc-en-Diois）。该市镇总面积13.35平方公里，2009年时的人口为80人。

## 人口
普瓦奥尔人口变化图示